# Liste der Nummer-eins-Hits in Italien (2005)
Diese Liste der Nummer-eins-Hits basiert auf den offiziellen Chartlisten der Federazione Industria Musicale Italiana (FIMI), der italienischen Landesgruppe der IFPI, im Jahr 2005. Berücksichtigt werden die Album- und Singlecharts.

## Singles
| ← 2004 ← | Liste der Nummer-eins-Hits in Italien | Liste der Nummer-eins-Hits in Italien | Liste der Nummer-eins-Hits in Italien                         | 2006 → |
| \| Zeitraum \| Wo. ges. \| Interpret \| Titel Autor(en) \| Zusätzliche Informationen \| \| (Zeitraum, Wochen auf Platz eins, Interpret, Titel, Autor[en], zusätzliche Informationen) \| \| \| \| \| \| ----------------------------------------------------------------------------------------- \| -------- \| --------------- \| ------------------------------------------------------------- \| -------------------------------------------------------------------------------------------------------------------------------------------------------------------------------------------------------------------------------------------------------------------------------------------------------------------------------------------------------------------------------------- \| \| 3. Dezember 2004 – 13. Januar 2005 6 Wochen \| 6 \| Band Aid 20 \| Do They Know It’s Christmas? Bob Geldof, Midge Ure \| Anlässlich einer Dürre in Darfur im Sudan 2004 nahm das Band-Aid-Projekt das Benefizlied ein drittes Mal auf. Schon das Original hatte 1985 die italienische Chartspitze erreicht. \| \| 14. Januar 2005 – 10. Februar 2005 4 Wochen (insgesamt 5) \| 5 \| Sugarfree \| Cleptomania Davide Di Maggio, Sugarfree \| Die Band aus Catania landete direkt mit ihrer Debütsingle einen Nummer-eins-Hit. \| \| 11. Februar 2005 – 25. Februar 2005 2 Wochen \| 2 \| Jennifer Lopez \| Get Right Rich Harrison, James Brown \| Für die Puertoricanerin ist es der zweite Nummer-eins-Hit in Italien. \| \| 26. Februar 2005 – 3. März 2005 1 Woche (insgesamt 5) \| 5 \| Sugarfree \| Cleptomania Davide Di Maggio, Sugarfree \| – \| \| 4. März 2005 – 10. März 2005 1 Woche \| 1 \| Francesco Renga \| Angelo Francesco Renga, Maurizio Zappatini \| Mit diesem Lied gelang Renga der Sieg beim Sanremo-Festival 2005. \| \| 11. März 2005 – 21. Juli 2005 19 Wochen (insgesamt 20) \| 20 \| Povia \| I bambini fanno “ooh…” Giuseppe Povia \| Der Sänger präsentierte das Lied außer Konkurrenz während des Sanremo-Festivals, woraufhin es für eine Wohltätigkeitsinitiative zum Bau eines Krankenhauses in Darfur genutzt wurde.[1] \| \| 22. Juli 2005 – 18. August 2005 4 Wochen \| 4 \| Lee Ryan \| Army of Lovers Nigel Hoyle \| Mit seiner ersten Solosingle konnte der Blue-Sänger nach A chi mi dice im Vorjahr erneut die Spitze der italienischen Charts erreichen. \| \| 19. August 2005 – 25. August 2005 1 Woche (insgesamt 20) \| 20 \| Povia \| I bambini fanno “ooh…” Giuseppe Povia \| – \| \| 26. August 2005 – 1. September 2005 1 Woche \| 1 \| Oasis \| The Importance of Being Idle Noel Gallagher \| – \| \| 2. September 2005 – 15. September 2005 2 Wochen \| 2 \| Juanes \| La camisa negra Juanes, Octavio Mesa \| Das Lied verhalf dem kolumbianischen Musiker zum internationalen Durchbruch. Auch in Italien entwickelte es sich zum Sommerhit, wenngleich es auch zu Kontroversen führte: Im Titel („Das schwarze Hemd“) klangen die faschistischen Schwarzhemden an, weshalb Rechtsradikale unverhohlen mit dem Lied sympathisierten, was wiederum Boykottaufrufe von linker Seite nach sich zog.[2] \| \| 16. September 2005 – 29. September 2005 2 Wochen (insgesamt 3) \| 3 \| Eros Ramazzotti \| La nostra vita Eros Ramazzotti, Claudio Guidetti \| Für Ramazzotti der sechste Nummer-eins-Hit. \| \| 30. September 2005 – 6. Oktober 2005 1 Woche \| 1 \| Depeche Mode \| Precious Martin Gore \| – \| \| 7. Oktober 2005 – 13. Oktober 2005 1 Woche \| 1 \| Eros Ramazzotti \| La nostra vita Eros Ramazzotti, Claudio Guidetti \| – \| \| 14. Oktober 2005 – 20. Oktober 2005 1 Woche \| 1 \| Robbie Williams \| Tripping Stephen Duffy, Robbie Williams \| – \| \| 21. Oktober 2005 – 3. November 2005 2 Wochen \| 2 \| Mattafix \| Big City Life Marlon Roudette, Preetesh Hirji \| – \| \| 4. November 2005 – 9. Februar 2006 14 Wochen \| 14 \| Madonna \| Hung Up Madonna, Stuart Price, Benny Andersson, Björn Ulvaeus \| Die erste Single aus dem zehnten Studioalbum der italienischstämmigen Sängerin brachte Madonna einen weiteren Nummer-eins-Hit. \| |                                       |                                       |                                                               | |
| ← 2004 |                                       |                                       |                                                               | → 2006 → |
| Zeitraum | Wo. ges.                              | Interpret                             | Titel Autor(en)                                               | Zusätzliche Informationen |
| (Zeitraum, Wochen auf Platz eins, Interpret, Titel, Autor[en], zusätzliche Informationen) |                                       |                                       |                                                               | |
| 3. Dezember 2004 – 13. Januar 2005 6 Wochen | 6                                     | Band Aid 20                           | Do They Know It’s Christmas? Bob Geldof, Midge Ure            | Anlässlich einer Dürre in Darfur im Sudan 2004 nahm das Band-Aid-Projekt das Benefizlied ein drittes Mal auf. Schon das Original hatte 1985 die italienische Chartspitze erreicht. |
| 14. Januar 2005 – 10. Februar 2005 4 Wochen (insgesamt 5) | 5                                     | Sugarfree                             | Cleptomania Davide Di Maggio, Sugarfree                       | Die Band aus Catania landete direkt mit ihrer Debütsingle einen Nummer-eins-Hit. |
| 11. Februar 2005 – 25. Februar 2005 2 Wochen | 2                                     | Jennifer Lopez                        | Get Right Rich Harrison, James Brown                          | Für die Puertoricanerin ist es der zweite Nummer-eins-Hit in Italien. |
| 26. Februar 2005 – 3. März 2005 1 Woche (insgesamt 5) | 5                                     | Sugarfree                             | Cleptomania Davide Di Maggio, Sugarfree                       | – |
| 4. März 2005 – 10. März 2005 1 Woche | 1                                     | Francesco Renga                       | Angelo Francesco Renga, Maurizio Zappatini                    | Mit diesem Lied gelang Renga der Sieg beim Sanremo-Festival 2005. |
| 11. März 2005 – 21. Juli 2005 19 Wochen (insgesamt 20) | 20                                    | Povia                                 | I bambini fanno “ooh…” Giuseppe Povia                         | Der Sänger präsentierte das Lied außer Konkurrenz während des Sanremo-Festivals, woraufhin es für eine Wohltätigkeitsinitiative zum Bau eines Krankenhauses in Darfur genutzt wurde. |
| 22. Juli 2005 – 18. August 2005 4 Wochen | 4                                     | Lee Ryan                              | Army of Lovers Nigel Hoyle                                    | Mit seiner ersten Solosingle konnte der Blue-Sänger nach A chi mi dice im Vorjahr erneut die Spitze der italienischen Charts erreichen. |
| 19. August 2005 – 25. August 2005 1 Woche (insgesamt 20) | 20                                    | Povia                                 | I bambini fanno “ooh…” Giuseppe Povia                         | – |
| 26. August 2005 – 1. September 2005 1 Woche | 1                                     | Oasis                                 | The Importance of Being Idle Noel Gallagher                   | – |
| 2. September 2005 – 15. September 2005 2 Wochen | 2                                     | Juanes                                | La camisa negra Juanes, Octavio Mesa                          | Das Lied verhalf dem kolumbianischen Musiker zum internationalen Durchbruch. Auch in Italien entwickelte es sich zum Sommerhit, wenngleich es auch zu Kontroversen führte: Im Titel („Das schwarze Hemd“) klangen die faschistischen Schwarzhemden an, weshalb Rechtsradikale unverhohlen mit dem Lied sympathisierten, was wiederum Boykottaufrufe von linker Seite nach sich zog. |
| 16. September 2005 – 29. September 2005 2 Wochen (insgesamt 3) | 3                                     | Eros Ramazzotti                       | La nostra vita Eros Ramazzotti, Claudio Guidetti              | Für Ramazzotti der sechste Nummer-eins-Hit. |
| 30. September 2005 – 6. Oktober 2005 1 Woche | 1                                     | Depeche Mode                          | Precious Martin Gore                                          | – |
| 7. Oktober 2005 – 13. Oktober 2005 1 Woche | 1                                     | Eros Ramazzotti                       | La nostra vita Eros Ramazzotti, Claudio Guidetti              | – |
| 14. Oktober 2005 – 20. Oktober 2005 1 Woche | 1                                     | Robbie Williams                       | Tripping Stephen Duffy, Robbie Williams                       | – |
| 21. Oktober 2005 – 3. November 2005 2 Wochen | 2                                     | Mattafix                              | Big City Life Marlon Roudette, Preetesh Hirji                 | – |
| 4. November 2005 – 9. Februar 2006 14 Wochen | 14                                    | Madonna                               | Hung Up Madonna, Stuart Price, Benny Andersson, Björn Ulvaeus | Die erste Single aus dem zehnten Studioalbum der italienischstämmigen Sängerin brachte Madonna einen weiteren Nummer-eins-Hit. |

## Alben
| ← 2004 ← | Liste der Nummer-eins-Alben in Italien | Liste der Nummer-eins-Alben in Italien | Liste der Nummer-eins-Alben in Italien | 2006 →                    |
| \| Zeitraum \| Wo. ges. \| Interpret \| Titel \| Zusätzliche Informationen \| \| (Zeitraum, Wochen auf Platz eins, Interpret, Titel, zusätzliche Informationen) \| \| \| \| \| \| ------------------------------------------------------------------------------ \| -------- \| ------------------ \| ------------------------------------ \| ------------------------- \| \| 3. Dezember 2004 – 13. Januar 2005 6 Wochen (insgesamt 7) \| 7 \| Blue \| Best Of \| – \| \| 14. Januar 2005 – 20. Januar 2005 1 Woche (insgesamt 3) \| 3 \| Robbie Williams \| Greatest Hits \| – \| \| 21. Januar 2005 – 27. Januar 2005 1 Woche \| 1 \| Mina \| Bula bula \| – \| \| 28. Januar 2005 – 3. Februar 2005 1 Woche \| 1 \| Claudio Baglioni \| Crescendo e cercando \| – \| \| 4. Februar 2005 – 10. Februar 2005 1 Woche (insgesamt 8) \| 8 \| Michael Bublé \| It’s Time \| – \| \| 11. Februar 2005 – 3. März 2005 3 Wochen \| 3 \| Biagio Antonacci \| Convivendo II \| – \| \| 4. März 2005 – 21. April 2005 7 Wochen (insgesamt 8) \| 8 \| Michael Bublé \| It’s Time \| – \| \| 22. April 2005 – 28. April 2005 1 Woche \| 1 \| Bruce Springsteen \| Devils & Dust \| – \| \| 29. April 2005 – 5. Mai 2005 1 Woche \| 1 \| Subsonica \| Terrestre \| – \| \| 6. Mai 2005 – 12. Mai 2005 1 Woche \| 1 \| Blue \| 4ever Blue \| – \| \| 13. Mai 2005 – 26. Mai 2005 2 Wochen \| 2 \| Jovanotti \| Lorenzo 2005 – Buon sangue \| – \| \| 27. Mai 2005 – 2. Juni 2005 1 Woche \| 1 \| Oasis \| Don’t Believe the Truth \| – \| \| 3. Juni 2005 – 23. Juni 2005 3 Wochen \| 3 \| Coldplay \| X & Y \| – \| \| 24. Juni 2005 – 1. September 2005 10 Wochen \| 10 \| Max Pezzali \| Tutto Max \| – \| \| 2. September 2005 – 15. September 2005 2 Wochen \| 2 \| The Rolling Stones \| A Bigger Bang \| – \| \| 16. September 2005 – 6. Oktober 2005 3 Wochen \| 3 \| Ligabue \| Nome e cognome \| – \| \| 7. Oktober 2005 – 13. Oktober 2005 1 Woche \| 1 \| Pino Daniele \| Iguana Café (Latin Blues e melodie) \| – \| \| 14. Oktober 2005 – 20. Oktober 2005 1 Woche \| 1 \| Depeche Mode \| Playing the Angel \| – \| \| 21. Oktober 2005 – 27. Oktober 2005 1 Woche \| 1 \| Robbie Williams \| Intensive Care \| – \| \| 28. Oktober 2005 – 10. November 2005 2 Wochen \| 2 \| Eros Ramazzotti \| Calma apparente \| – \| \| 11. November 2005 – 17. November 2005 1 Woche \| 1 \| Madonna \| Confessions on a Dance Floor \| – \| \| 18. November 2005 – 15. Dezember 2005 4 Wochen (insgesamt 5) \| 5 \| Renato Zero \| Il dono \| – \| \| 16. Dezember 2005 – 22. Dezember 2005 1 Woche (insgesamt 2) \| 2 \| Fabrizio De André \| In direzione ostinata e contraria \| – \| \| 23. Dezember 2005 – 29. Dezember 2005 1 Woche (insgesamt 5) \| 5 \| Renato Zero \| Il dono \| – \| \| 30. Dezember 2005 – 12. Januar 2006 2 Wochen \| 2 \| Vasco Rossi \| Buoni o cattivi Live Anthology 04.05 \| – \| |                                        |                                        |                                        |                           |
| ← 2004 |                                        |                                        |                                        | → 2006 →                  |
| Zeitraum | Wo. ges.                               | Interpret                              | Titel                                  | Zusätzliche Informationen |
| (Zeitraum, Wochen auf Platz eins, Interpret, Titel, zusätzliche Informationen) |                                        |                                        |                                        |                           |
| 3. Dezember 2004 – 13. Januar 2005 6 Wochen (insgesamt 7) | 7                                      | Blue                                   | Best Of                                | –                         |
| 14. Januar 2005 – 20. Januar 2005 1 Woche (insgesamt 3) | 3                                      | Robbie Williams                        | Greatest Hits                          | –                         |
| 21. Januar 2005 – 27. Januar 2005 1 Woche | 1                                      | Mina                                   | Bula bula                              | –                         |
| 28. Januar 2005 – 3. Februar 2005 1 Woche | 1                                      | Claudio Baglioni                       | Crescendo e cercando                   | –                         |
| 4. Februar 2005 – 10. Februar 2005 1 Woche (insgesamt 8) | 8                                      | Michael Bublé                          | It’s Time                              | –                         |
| 11. Februar 2005 – 3. März 2005 3 Wochen | 3                                      | Biagio Antonacci                       | Convivendo II                          | –                         |
| 4. März 2005 – 21. April 2005 7 Wochen (insgesamt 8) | 8                                      | Michael Bublé                          | It’s Time                              | –                         |
| 22. April 2005 – 28. April 2005 1 Woche | 1                                      | Bruce Springsteen                      | Devils & Dust                          | –                         |
| 29. April 2005 – 5. Mai 2005 1 Woche | 1                                      | Subsonica                              | Terrestre                              | –                         |
| 6. Mai 2005 – 12. Mai 2005 1 Woche | 1                                      | Blue                                   | 4ever Blue                             | –                         |
| 13. Mai 2005 – 26. Mai 2005 2 Wochen | 2                                      | Jovanotti                              | Lorenzo 2005 – Buon sangue             | –                         |
| 27. Mai 2005 – 2. Juni 2005 1 Woche | 1                                      | Oasis                                  | Don’t Believe the Truth                | –                         |
| 3. Juni 2005 – 23. Juni 2005 3 Wochen | 3                                      | Coldplay                               | X & Y                                  | –                         |
| 24. Juni 2005 – 1. September 2005 10 Wochen | 10                                     | Max Pezzali                            | Tutto Max                              | –                         |
| 2. September 2005 – 15. September 2005 2 Wochen | 2                                      | The Rolling Stones                     | A Bigger Bang                          | –                         |
| 16. September 2005 – 6. Oktober 2005 3 Wochen | 3                                      | Ligabue                                | Nome e cognome                         | –                         |
| 7. Oktober 2005 – 13. Oktober 2005 1 Woche | 1                                      | Pino Daniele                           | Iguana Café (Latin Blues e melodie)    | –                         |
| 14. Oktober 2005 – 20. Oktober 2005 1 Woche | 1                                      | Depeche Mode                           | Playing the Angel                      | –                         |
| 21. Oktober 2005 – 27. Oktober 2005 1 Woche | 1                                      | Robbie Williams                        | Intensive Care                         | –                         |
| 28. Oktober 2005 – 10. November 2005 2 Wochen | 2                                      | Eros Ramazzotti                        | Calma apparente                        | –                         |
| 11. November 2005 – 17. November 2005 1 Woche | 1                                      | Madonna                                | Confessions on a Dance Floor           | –                         |
| 18. November 2005 – 15. Dezember 2005 4 Wochen (insgesamt 5) | 5                                      | Renato Zero                            | Il dono                                | –                         |
| 16. Dezember 2005 – 22. Dezember 2005 1 Woche (insgesamt 2) | 2                                      | Fabrizio De André                      | In direzione ostinata e contraria      | –                         |
| 23. Dezember 2005 – 29. Dezember 2005 1 Woche (insgesamt 5) | 5                                      | Renato Zero                            | Il dono                                | –                         |
| 30. Dezember 2005 – 12. Januar 2006 2 Wochen | 2                                      | Vasco Rossi                            | Buoni o cattivi Live Anthology 04.05   | –                         |

## Jahreshitparaden
| ← 2004 ← | Liste der Jahres-Nummer-eins-Hits in Italien | Liste der Jahres-Nummer-eins-Hits in Italien        | Liste der Jahres-Nummer-eins-Hits in Italien | 2006 →   |
| \| Singles \| Position# \| Alben \| \| ------------------------------------------------------------------------------------------ \| --------- \| --------------------------------------------------- \| \| I bambini fanno “ooh…” Povia Giuseppe Povia \| 1 \| Convivendo II Biagio Antonacci \| \| Hung Up Madonna Madonna, Stuart Price, Benny Andersson, Björn Ulvaeus \| 2 \| It’s Time Michael Bublé \| \| Cleptomania Sugarfree Davide Di Maggio, Sugarfree \| 3 \| Calma apparente Eros Ramazzotti \| \| La nostra vita Eros Ramazzotti Eros Ramazzotti, Claudio Guidetti \| 4 \| Il dono Renato Zero \| \| Una poesia anche per te Elisa Elisa Toffoli \| 5 \| Nome e cognome Ligabue \| \| Big City Life Mattafix Marlon Roudette, Preetesh Hirji \| 6 \| Intensive Care Robbie Williams \| \| Semplicemente Zero Assoluto Matteo Maffucci, Thomas De Gasperi, Danilo Pao, Enrico Sognato \| 7 \| In direzione ostinata e contraria Fabrizio De André \| \| Get Right Jennifer Lopez Rich Harrison, James Brown \| 8 \| Tutti qui Claudio Baglioni \| \| Lascia che io sia Nek Antonello de Sanctis, Nek, Daniele Ronda \| 9 \| Tutto Max Max Pezzali \| \| Precious Depeche Mode Martin Gore \| 10 \| Confessions on a Dance Floor Madonna \| |                                              |                                                     |                                              |          |
| ← 2004 |                                              |                                                     |                                              | → 2006 → |
| Singles | Position#                                    | Alben                                               |                                              |          |
| I bambini fanno “ooh…” Povia Giuseppe Povia | 1                                            | Convivendo II Biagio Antonacci                      |                                              |          |
| Hung Up Madonna Madonna, Stuart Price, Benny Andersson, Björn Ulvaeus | 2                                            | It’s Time Michael Bublé                             |                                              |          |
| Cleptomania Sugarfree Davide Di Maggio, Sugarfree | 3                                            | Calma apparente Eros Ramazzotti                     |                                              |          |
| La nostra vita Eros Ramazzotti Eros Ramazzotti, Claudio Guidetti | 4                                            | Il dono Renato Zero                                 |                                              |          |
| Una poesia anche per te Elisa Elisa Toffoli | 5                                            | Nome e cognome Ligabue                              |                                              |          |
| Big City Life Mattafix Marlon Roudette, Preetesh Hirji | 6                                            | Intensive Care Robbie Williams                      |                                              |          |
| Semplicemente Zero Assoluto Matteo Maffucci, Thomas De Gasperi, Danilo Pao, Enrico Sognato | 7                                            | In direzione ostinata e contraria Fabrizio De André |                                              |          |
| Get Right Jennifer Lopez Rich Harrison, James Brown | 8                                            | Tutti qui Claudio Baglioni                          |                                              |          |
| Lascia che io sia Nek Antonello de Sanctis, Nek, Daniele Ronda | 9                                            | Tutto Max Max Pezzali                               |                                              |          |
| Precious Depeche Mode Martin Gore | 10                                           | Confessions on a Dance Floor Madonna                |                                              |          |

## Belege
1. ↑  Alfredo d’Agnese: Povia, per il Darfur solo 35 mila euro. In: Repubblica.it. GEDI Gruppo Editoriale, 14. Januar 2006, abgerufen am 17. Mai 2016 (italienisch).
2. ↑  Sandra Cesarale: Scontro su «Camisa negra»: è fascista. In: Corriere.it. RCS MediaGroup, 1. September 2005, abgerufen am 17. Mai 2016 (italienisch).

Siehe auch: Nummer-eins-Hits 2005 in  Australien, Belgien, Dänemark, Deutschland, Finnland, Frankreich, Irland, Japan, Kanada, Mexiko, Neuseeland, den Niederlanden, Norwegen, Österreich, Polen, Portugal, Rumänien, Schweden, der Schweiz, Spanien, Südkorea, Ungarn, den Vereinigten Staaten und im Vereinigten Königreich.